# ヨーシいくぞ!
『ヨーシいくぞ!』は、1987年10月8日から1988年1月14日までTBS系列局で放送されていた公開コメディドラマである。木下プロダクション（後のドリマックス・テレビジョン）とTBSの共同製作。全13回。放送時間は毎週木曜 19:30 - 19:58 （日本標準時）。
タレント2名が同居している小さな芸能会社の一家が巻き起こす、ドタバタ騒動を描いた作品。タイトルは主演の吉幾三の名に由来する。

## 出演者
- 山田太郎 - 吉幾三
- 山田花子 - 沢田亜矢子
- 山田邦子 - 立花理佐
- 山田隆夫 - 工藤彰吾
- 山田桃子 - 本名陽子
- 高倉けん - 佐藤吉紀
- 吉永さゆり - 咲浜小百合
- 堀辰雄 - サード長嶋
- 田辺聖人 - 水島新太郎

## スタッフ
- プロデューサー：阿部祐三、山本典助
- 脚本：
  - 奥村俊雄（第1話）
  - 大石静（第2、3、7各話）
  - 榎雄一郎（第2～13話）
  - 尾西兼一（第4～6、8～11、13各話）
  - 安斉あゆ子（第12話）
- 演出：楠田泰之（第1～8、10、11、13各話）、飯塚正彦（第9話、第12話）
- 音楽：城之内ミサ
- 協力：東通、緑山スタジオ・シティ
- 製作：木下プロダクション、TBS

## エンディングテーマ
「キミはどんとくらい」
作詞：真名杏樹 / 作曲・編曲：山川恵津子 / 歌：立花理佐